# Бодхисаттва
Бодхиса́ттва, бодхиса́тва, бодиса́тва (санскр. बोधिसत्त्व IAST: [bodhisattva], пали बोधिसत्त IAST: [bodhisatta]; дословно — «существо, стремящееся к пробуждению» или «тот, чья суть (саттва) — пробуждение (бодхи)»; от бодхи «пробуждение» + саттва «суть; существо») — в буддизме существо (или человек), обладающее бодхичиттой, которое находится на пути к бодхи (пробуждению), то есть состоянию Будды. Побуждением к такому решению считают стремление спасти всех живых существ от страданий и выйти из бесконечности перерождений — сансары. В махаянском буддизме бодхисаттвой называют также просветлённого, отказавшегося уходить в нирвану с целью спасения всех живых существ.
Слово «бодхисаттва» на тибетском	བྱང་ཆུབ་སེམས་དཔའ་ звучит как [джанг-чуб-сем-па]	(Вайли: byang chub sems dpa), что означает «очистивший пробуждённое сознание».

## Бодхисаттва в раннем буддизме
Образ бодхисаттвы появился уже в раннем буддизме. Путь бодхисаттвы прошли все будды прошлого и Будда Сиддхартха Гаутама Шакьямуни — Будда современного периода. Кроме того, почитается бодхисаттва Майтрейя (на пали — Меттейя), который в будущем родится среди людей и станет буддой, и его приход станет золотым веком.
Учение тхеравады (как и другие школы раннего буддизма — сарвастивада и др.) не рассматривает специального пути бодхисаттв как практики, однако использует сходные (аналогичные) практики метты развития любви и сострадания ко всем живым существам. Метта является важной практикой для достижения ниббаны — полного освобождения от аффектов и прекращения перерождений, выхода из сансары, но не в смысле обретения полного всеведения.

## Бодхисаттва в махаяне
В махаяне концепция бодхисаттвы претерпевает дальнейшее развитие и понятие бодихисаттвы здесь уже принципиально иное и связано оно с состраданием, жертвенностью сознательного не-ухода в нирвану с целью помочь обрести Пробуждение всем живым существам.
Махаяна придаёт большое значение практике бодхисаттв. С позиции махаяны бодхисаттва — тот, кто сознательно отказывается от нирваны с целью спасения всех живых существ. При этом считается, что в конце своего пути такой бодхисаттва находится в «пограничной линии реальности» (бхута-коти), так как не пытается уйти в нирвану и не привязывается к сансаре. В китайском буддизме считается, что продолжая пребывать в сансаре и будучи готовым для нирваны, бодхисаттва «ведёт себя так, будто он в нирване, не испытывая страданий», отмечает буддолог И. С. Урбанаева. Это связано с пониманием срединного пути в китайском буддизме в том числе как конкретного метода «отождествления сансары и нирваны» для бодхисаттвы, что раскрывается в Вималакирти-нирдеша-сутре и последовательно выражено в таких школах китайского буддизма как хуаянь и чань.
По мнению буддолога А. А. Терентьева, высказанному в видеоинтервью, отказ бодхисаттвы от нирваны является «очень распространенным заблуждением», основанным на тексте сутры Кшитигарбхи, которая стала известна среди западных буддологов. Терентьев пояснял, что на самом деле подобный отказ означает, что бодхисаттва достигает, но не останавливается на нирване тхеравады, в которой отсутствуют все виды омрачений, а стремится постичь «состояние будды», в котором дополнительно присутствует всеведение. Имеющего такое всеведение человека можно также охарактеризовать как человека, который «полностью развил все достоинства» для того, чтобы «максимально эффективно помогать живым существам», указывал Терентьев.
Исходя из этой точки зрения, те школы, которые проповедуют цели личного спасения, называются «хинаяной» или «малой колесницей», сама же «махаяна» называется «великой колесницей». Любой буддист, даже мирянин, может породить в себе бодхичитту — устремлённость к пробуждению: «Да стану я Буддой на благо всех живых существ!»
Основа бодхичитты и вообще махаяны — сострадание (каруна) к живым существам, мучающимся в колесе перерождений, стремление всех их привести к нирване. Те, кто способны не только породить и сохранить в себе эту устремлённость, но и развивать её, дают обет бодхисаттвы перед своим гуру и приступают к практике шести парамит — уровней, качеств бодхисаттвы:
1. дана-парамита — совершенство даяния;
2. шила-парамита — совершенство нравственности;
3. кшанти-парамита — совершенство терпения;
4. вирья-парамита — совершенство усердия, мужества;
5. дхьяна-парамита — совершенство созерцания;
6. праджня-парамита — совершенство мудрости.

С принятия данных обетов начинается путь бодхисаттвы, который считается доступным каждому. Бодхисаттвой может быть назван каждый махаянист, практикующий бодхичитту.
В другом смысле бодхисаттвой называют того, кто уже стал архатом (6-я стадия пути, согласно Дашабхумика-сутре) и продолжает совершенствоваться до 10-й стадии «облаков Дхармы». В конце своего пути бодхисаттва постигает праджняпарамиту («совершенную мудрость» или «запредельное знание»), которая имеет отличия от «полного просветления», согласно Аштасахасрика-праджняпарамита-сутре:

Даже если бодхисаттва, после того, как он возвысил своё сознание до полного просветления, будет в течение бесчисленных времен осуществлять дары, блюсти моральную чистоту, совершенствовать своё терпение, проявлять старательность и пребывать в состоянии медитации, но если при этом он не обладает совершенной мудростью и не умеет прибегать к искусным средствам, то он обречён опуститься до уровня простого ученика (шравака) ипи пратьекабудды.
В более узком смысле бодхисаттвами называют бодхисаттв-махасаттв (великих существ) — мифологизированных персонажей махаянского пантеона. Таковы Авалокитешвара — бодхисаттва сострадания, Манджушри — бодхисаттва мудрости, Тара — женщина-бодхисаттва, превратившая свою женственность в средство спасения живых существ, и многие другие. В народном буддизме эти великие бодхисаттвы-махасаттвы воспринимаются как податели мирских благ, но для серьёзно практикующих людей сохраняют своё значение руководителей и помощников на пути пробуждения.
Особый текст: 37 практик бодхисаттвы.
Одно из апокрифических (не вошедших в канон) махаянских собраний сюжетов (джатак) о предыдущих воплощениях Бодхисаттвы, который впоследствии родился как Будда Шакьямуни, — это «Гирлянда джатак» (Джатакамала), написанная Арьяшурой. Русский перевод этого собрания вышел в 1962 году в издательстве «Наука».

## Галерея
- Стоящий бодхисаттва. Гандхара, II—III века
- Стоящий бодхисаттва. Гандхара, II—III века
- Голова бохисаттвы. Гандхара, II-III века
- Сбор бодхисаттв. Китай, VI век
- Фреска бодхисаттвы. Китай, Династия Тан
- Акашагарбха. Япония, IX век
- Фреска бодхисаттвы. Китай, X век
- Авалокитешвара. Индия, XI—XII века
- Покрытая золотом бронзовая статуя Авалокитешвары в стиле Малайского королевства[англ.] и Шривиджайи. Джамби, Суматра, Индонезия
- Махастхамапрапта. Китай, XIII век
- Серебряная статуя юного бодхисаттвы Манджушри. Ява, IX век. Индонезия
- Бодхисаттва Манджушри пересекает море. Япония, XIV век
- Бодхисаттва Кшитигарбха. Япония, XV век
- Бодхисаттва Самантабхадра
- Бодхисаттва Майтрея. Монастырь Тикси, Ладакх, Индия
- «Стоящий бодхисаттва» (pre-1234). Бруклинский музей, Нью-Йорк
- Бодхисаттва. Музей Гиме